# Alenka Zupančič Žerdin
Alenka Zupančič Žerdin, slovenska filozofinja, * 1. april 1966, Ljubljana.

## Življenjepis
Alenka Zupančič Žerdin je leta 1989 diplomirala na Filozofski fakulteti v Ljubljani, kjer je leta 1996 doktorirala pri dr. Slavoju Žižku. Nato je leto kasneje doktorirala še na Université Paris VII pri Alainu Badiouju. 
Trenutno je raziskovalka na Inštitutu za filozofijo Znanstvenoraziskovalnega centra Slovenske akademije znanosti in umetnosti ter gostujoča profesorica na European Graduate School, Saas Fee, Švica.

## Izbrana bibliografija
- Nietzsche: Filozofija dvojega
- Etika realnega: Kant, Lacan
- Seksualno in ontologija
- Poetika: druga knjiga
- Disavowal (Polity, 2024)